# Заднепряный, Василий Васильевич
Василий Васильевич Заднепряный (бел. Васіль Васілевіч Задняпраны; род. 9 октября 1954 года) — белорусский политик. Бывший лидер Республиканской партии труда и справедливости (2006—2020).

## Биография
Родился 9 октября 1954 года в поселке Мартыновский Николаевской области Украинской ССР.
В 1972—1976 гг. — учеба в Челябинском военном авиационном институте штурманов.
В 1976—1993 гг. — воинская служба на летных должностях ВС СССР.
В 1984 году окончил академические курсы политработников военно-воздушных сил при Военно-воздушной академии им. Ю. А. Гагарина и был направлен в Афганистан для участия в боевых действиях в составе смешанной авиационной группировки (штурман).
В 1991 году окончил с отличием Военно-политическую академию имени В. И. Ленина и получил назначение в испытательный институт ВВС СССР.
В 1993 году ушел в отставку в звании подполковника.
В 1993—2001 гг. — директор производственного предприятия «Гармония» (автоперевозки), 2001—2005 гг. — директор иностранного предприятия «Дакмар» (кондитерская фабрика).
С 2005 года — председатель политисполкома Республиканской партии труда и справедливости.
26 марта 2006 года на V съезде РПТС избран председателем Республиканской партии труда и справедливости.
С 17 января 2008 года по 2009 год — председатель Республиканской ассоциации учебных заведений по подготовке водителей транспортных средств.
С 12 января 2009 года — генеральный директор ИООО «ВАГ-ОВЗ пассажирский» (программа создания пассажирского вагоностроения в Республике Беларусь).
С 2009 года — член консультационного совета при Администрации Президента Республики Беларусь.
С 2010 года — сопредседатель Форума социалистов стран СНГ.
10 сентября 2020 года в ходе массовых акций протеста после президентских выборов 2020 года в Белоруссии, в разрез в идейными установками партии, поддержал инициативу о необходимости проведения новых президентских выборов в Белоруссии.
12 декабря 2020 года на внеочередном XIII съезде РПТС исключен из членов Республиканской партии труда и справедливости за действия, направленные на подрыв авторитета партии.

## Семья
Женат. Имеет двух сыновей, две внучки и внука. Один из сыновей — Максим Заднепряный — работает первым секретарем в Посольстве Республики Беларусь в Туркменистане, второй сын — Артем Заднепряный — занимается бизнесом, владеет компанией Versado.

## Политические взгляды

### Отношение к Союзному государству
30 апреля 2018 года заявил, что «в отношениях между нашими странами (РФ и РБ) есть ряд преимуществ: один язык, совпадают стандарты, во многом сохранились ГОСТы. Идёт продвижение — у нас есть новые продукты, у них. С Западом у Беларуси тоже есть нормальные наработки, но с взаимодействие с Россией налаживать проще». «Сегодня союзная кооперация между Россией и Беларусью, безусловно, существует. Прежде всего в сфере обороны, промышленного производства. Две трети главных промышленных гигантов Беларуси работают в основном на деталях, которые производят в России». По его мнению, «если государство меньше будет вмешиваться и регулировать дела бизнеса, деловые люди сами найдут выгодные контракты».

### Отношение к Польше и западным странам. Многополярный мир
16 октября 2017 года заявил, что «Польша — это государство, которое пытается усилить своё влияние за счёт каких-то фейковых поступков. Они стали проводниками американской политики. Не зря ведь они получили достаточное количество грантов, а потом кредитов, часть которых им просто простили. Отрабатывать эти деньги надо. Сейчас Соединённые Штаты постепенно теряют свое влияние как вершина однополюсного мира, мир становится многополюсным. На этом фоне роль Польши, которая выступила в своё время одним из инициаторов проекта Евросоюза „Восточное партнёрство“, падает. Польша пытается обострить отношения и с Россией, и Беларусью. Не зря периодически идут выпады: мол, когда вы нам вернёте Гродно и Западную Беларусь, ведь это наши исходные земли. Ничего хорошего из этого не выйдет. Этим выпадам надо давать достойный отпор. В своё время россиянам говорили, что США доминируют везде, поэтому нельзя с ними портить отношения. Но Сирия показала, что можно. И тогда мир становится более устойчивым, потому что стоять на одной ноге — это риск. А когда несколько опор, мир может быть стабильным».

### О аннексии Крыма Российской Федерацией
В феврале 2018 года Заднепряный в интервью белорусскому изданию «Политринг» заявил: «Признаём [присоединение полуострова к РФ]. Потому что свободное волеизъявление в виде референдума состоялось, и это факт. В этом надо искать первопричину: не было бы вооружённого переворота в Украине, не было бы и вопроса о Крыме».
В ответ на это действующий глава Социалистической партии Украины Илья Кива на официальном сайте партии сообщил о прекращении сотрудничества Социалистической партии Украины с белорусской Республиканской партией труда и справедливости. Политик отметил, что «возобновление контактов с белорусскими социалистами возможно лишь после окончательной победы Украины в войне с РФ».

### Отношение к белорусскому языку ибело-красно-белому флагу
В феврале 2018 года В. Заднепряный заявил: «К белорусскому языку мы положительно относимся. Белорусские традиции должны быть в приоритете. Но ломать через колено, как в Украине, когда перевели все на украинский и столкнулись с тем, что треть министров не могли документы заполнить? Мы знаем примеры, когда наши восточные партнеры по СНГ отказывались от русскоязычных специалистов, а потом за большие деньги приходилось возвращать их назад. По поводу символики, я не вижу принципиальной разницы. Раз приняли, пускай эта и будет. Эти перемены не стоят того, чтобы повторять ошибки соседей».

### Отношение к Александру Лукашенко
2 июня 2015 года Василий Заднепряный предложил поддержать на предстоящих выборах кандидатуру действующего главы государства Александра Лукашенко. Одной из причин этого предложения была названа недопустимость повторения украинского сценария в Беларуси. Имеющиеся противоречия и проблемные моменты в экономике страны РПТС предлагает решать только мирным путем, не допуская революций и социальных потрясений.
2 августа 2020 года В. В. Заднепряный отказался поддержать обращение от РПТС в поддержку на предстоящих выборах кандидатуры Александра Лукашенко. 10 августа 2020 года с ведома В. В. Заднепряного его заместитель подписал обращение представителей некоторых политических партий с требованием о скорейшем проведении новых выборов Президента Республики Беларусь.